# Manchester United Football Club 1997-1998
Questa voce raccoglie le informazioni riguardanti il Manchester United Football Club nelle competizioni ufficiali della stagione 1997-1998.

## Stagione
Nella stagione 1997-1998 il Manchester United arrivò secondo in campionato dopo essere stato in testa per gran parte della stagione ed aver concluso il girone di andata con 11 punti di vantaggio sull'Arsenal. Complice un inatteso calo contraddistinto da varie sconfitte, una decisiva proprio contro l'Arsenal all'Old Trafford, i Red Devils furono sorpassati dai Gunners il 3 maggio 1998 ed incapaci di raggiungere gli avversari, che si laurearono campioni d'Inghilterra con due giornate d'anticipo.
In Champions League, dopo essersi piazzata prima nel girone davanti alla Juventus, la squadra si arrese ai quarti di finale contro il Monaco.
Nelle coppe domestiche il cammino fu poco esaltante, con eliminazioni al quinto e terzo turno.
L'unico trofeo che lo United riuscì a portare a casa fu il Charity Shield.

## Divise e sponsor
Per la stagione 1997-98 il fornitore delle divise continua ad essere Umbro e lo sponsor principale Sharpe.
Vengono riproposte come divisa casalinga e come terza divisa quelle dell'anno precedente, mentre è invece nuova la divisa da trasferta bianca fasciata di rosso e nero.
In Champions League viene proposta una nuova divisa molto più semplice di quella riservata al campionato, con maglia rossa con colletto bianco e pantaloncini e calzettoni bianchi.
| Casa | Trasferta | Terza divisa | Divisa europea |

## Rosa
| N. |                        | Ruolo | Calciatore           |
| -- | ---------------------- | ----- | -------------------- |
| 1  | Danimarca (bandiera)   | P     | Peter Schmeichel     |
| 2  | Inghilterra (bandiera) | D     | Gary Neville         |
| 3  | Irlanda (bandiera)     | D     | Denis Irwin          |
| 4  | Inghilterra (bandiera) | D     | David May            |
| 5  | Norvegia (bandiera)    | D     | Ronny Johnsen        |
| 6  | Inghilterra (bandiera) | D     | Gary Pallister       |
| 7  | Inghilterra (bandiera) | C     | David Beckham        |
| 8  | Inghilterra (bandiera) | C     | Nicky Butt           |
| 9  | Inghilterra (bandiera) | A     | Andy Cole            |
| 10 | Inghilterra (bandiera) | A     | Teddy Sheringham     |
| 11 | Galles (bandiera)      | C     | Ryan Giggs           |
| 12 | Inghilterra (bandiera) | D     | Phil Neville         |
| 13 | Scozia (bandiera)      | A     | Brian McClair        |
| 14 | Paesi Bassi (bandiera) | C     | Jordi Cruijff        |
| 15 | Rep. Ceca (bandiera)   | C     | Karel Poborský       |
| 16 | Irlanda (bandiera)     | C     | Roy Keane (capitano) |
| 17 | Paesi Bassi (bandiera) | P     | Raimond van der Gouw |
| 18 | Inghilterra (bandiera) | C     | Paul Scholes         |
| 20 | Norvegia (bandiera)    | A     | Ole Gunnar Solskjær  |

| N. |                             | Ruolo | Calciatore         |
| -- | --------------------------- | ----- | ------------------ |
| 21 | Norvegia (bandiera)         | D     | Henning Berg       |
| 22 | Norvegia (bandiera)         | A     | Erik Nevland       |
| 23 | Inghilterra (bandiera)      | C     | Ben Thornley       |
| 24 | Inghilterra (bandiera)      | D     | John O'Kane        |
| 25 | Inghilterra (bandiera)      | P     | Kevin Pilkington   |
| 26 | Inghilterra (bandiera)      | D     | Chris Casper       |
| 27 | Inghilterra (bandiera)      | C     | Terry Cooke        |
| 28 | Irlanda del Nord (bandiera) | C     | Philip Mulryne     |
| 29 | Inghilterra (bandiera)      | C     | Michael Appleton   |
| 30 | Inghilterra (bandiera)      | D     | Ronnie Wallwork    |
| 31 | Inghilterra (bandiera)      | D     | John Curtis        |
| 32 | Inghilterra (bandiera)      | D     | Michael Clegg      |
| 33 | Inghilterra (bandiera)      | P     | Nick Culkin        |
| 34 | Inghilterra (bandiera)      | C     | Michael Twiss      |
| 35 | Inghilterra (bandiera)      | D     | Wes Brown          |
| 36 | Scozia (bandiera)           | A     | Alex Notman        |
| 37 | Inghilterra (bandiera)      | C     | Jonathan Greening  |
| 38 | Inghilterra (bandiera)      | D     | Danny Higginbotham |